# Eliteserien 2022 (football americano)
La Eliteserien 2022 è la 37ª edizione del campionato di football americano di primo livello, organizzato dalla NAIF.

## Squadre partecipanti
| Club                    | Città        | Stadio | Sponsor ufficiale | Risultato nella stagione 2021 |
| ----------------------- | ------------ | ------ | ----------------- | ----------------------------- |
| Eidsvoll 1814's         | Eidsvoll     |        |                   |                               |
| Kristiansand Gladiators | Kristiansand |        |                   |                               |
| Oslo Vikings            | Oslo         |        |                   |                               |

## Stagione regolare

### Calendario

#### 1ª giornata
| Kristiansand 20 agosto 2022, ore 14:00 | Kristiansand Gladiators | – | Eidsvoll 1814's | Karuss |

| 21 agosto 2022, ore 14:00 | 1-D1 | – | Oslo Vikings |  |

#### 2ª giornata
| Oslo 27 agosto 2022, ore 14:00 | Oslo Vikings | – | Kristiansand Gladiators |  |

| Eidsvoll 28 agosto 2022, ore 14:00 | Eidsvoll 1814's | – | 1-D1 | Bøn |

#### 3ª giornata
| Kristiansand 3 settembre 2022, ore 14:00 | Kristiansand Gladiators | – | 1-D1 | Karuss |

| Oslo 4 settembre 2022, ore 14:00 | Oslo Vikings | – | Eidsvoll 1814's |  |

#### 4ª giornata
| Kristiansand 10 settembre 2022, ore 15:00 | Kristiansand Gladiators | – | Oslo Vikings | Karuss |

| 11 settembre 2022, ore 14:00 | 1-D1 | – | Eidsvoll 1814's |  |

#### 5ª giornata
| Eidsvoll 17 settembre 2022, ore 14:00 | Eidsvoll 1814's | – | Kristiansand Gladiators | Bøn |

| Oslo 18 settembre 2022, ore 14:00 | Oslo Vikings | – | 1-D1 |  |

#### 6ª giornata
| 24 settembre 2022, ore 14:00 | 1-D1 | – | Kristiansand Gladiators |  |

#### 7ª giornata
| Eidsvoll 2 ottobre 2022, ore 14:00 | Eidsvoll 1814's | – | Oslo Vikings | Bøn |

### Classifica
La classifica della regular season è la seguente:
- PCT = percentuale di vittorie, G = partite giocate, V = partite vinte,  P = partite perse, PF = punti fatti, PS = punti subiti

| Pos. | Squadra                 | PCT  | G | V | N | P | PF | PS |
| ---- | ----------------------- | ---- | - | - | - | - | -- | -- |
| 1    | Eidsvoll 1814's         | .000 | 0 | 0 | 0 | 0 | 0  | 0  |
| 2    | Kristiansand Gladiators | .000 | 0 | 0 | 0 | 0 | 0  | 0  |
| 3    | Oslo Vikings            | .000 | 0 | 0 | 0 | 0 | 0  | 0  |
| 4    | 1-D1                    | .000 | 0 | 0 | 0 | 0 | 0  | 0  |

## Playoff

### Tabellone
|  | Semifinali | Semifinali | Semifinali |     |  | XXXVI NM Finale | XXXVI NM Finale | XXXVI NM Finale |  |
|  |            |            |            |     |  |                 |                 |                 |  |
|  | 1          | TBD        |            |     |  |                 |                 |                 |  |
|  | 1          | TBD        |            |     |  |                 |                 |                 |  |
|  | 4          | TBD        | -          |     |  |                 |                 |                 |  |
|  | 4          | TBD        | -          | TBD |  |                 |                 |                 |  |
|  |            |            |            |     |  |                 |                 |                 |  |
|  |            |            | TBD        |     |  |                 |                 |                 |  |
|  | 2          | TBD        |            |     |  |                 |                 |                 |  |
|  | 2          | TBD        |            |     |  |                 |                 |                 |  |
|  | 3          | TBD        |            |     |  |                 |                 |                 |  |

### Semifinali
| 8 ottobre 2022, ore 14:00 | TBD | – | TBD |  |

| 9 ottobre 2022, ore 14:00 | TBD | – | TBD |  |

### XXXVI NM Finale
| 15 ottobre 2022, ore 14:00 | TBD | – | TBD |  |

## Verdetti
- TBD Campioni della Norvegia 2022